# Гебхард I фон Вернигероде
Гебхард I фон Вернигероде (на немски: Gebhard I von Wernigerode, Graf in Durlingau & Nordthuringen; † сл. 14 юли 1270) е граф на Графство Вернигероде и граф в Дерлингау-Нордтюринггау.

## Произход
Той е третият син на граф Албрехт III фон Вернигероде фогт фон Друбек († сл. 1214) и съпругата му фон Кверфурт от фамилията Мансфелд, дъщеря на Бурхард II фон Кверфурт, бургграф фон Магдебург († сл. 1177) и Мехтилд фон Тона († ок. 1200). Майка му е сестра на Конрад I фон Кверфурт († 1202), епископ на Хилдесхайм и Вюрцбург, канцлер на два римско-немски крале (1194 – 1201).

## Фамилия
Гебхард I фон Вернигероде се жени за Луитгард († сл. 1259) († сл. 1259). Те имат децата:
- Конрад II фон Вернигероде (* пр. 1254; † 1 юни 1298), граф на Вернигероде, женен за Ода фон Регенщайн († 28 август 1283)
- Бурхард (* пр. 1254; † пр.1268)
- Вилбург († сл. 18 август 1314), омъжена за Херман фон Верберг († 2 август 1302)
- дъщеря, омъжена за Хайнрих фон Хелдрунген († сл. 1296)
- Хедвиг († сл. 1281), приорес в Мариенберг в Хелмщет